# Flugplatz Seweromorsk-1

i7
i11
i13
Der Militärflugplatz „Seweromorsk-1“ ist ein Flugplatz im äußersten Nordwesten von Russland, südlich von Seweromorsk, Oblast Murmansk.
Bis 1951 hieß der Flugplatz Ваенга-1 (Wajenga-1), benannt nach dem nahen Fluss Wajenga. Auf dem Flugplatz sind Hubschrauber des Typs Ka-27 sowie verschiedene Modelle von Seeaufklärern stationiert. Der kleinere Flugplatz Seweromorsk-2 liegt 5 km südwestlich; er ist seit 1998 geschlossen. Der Flugplatz Seweromorsk-3 liegt 22 km südöstlich und beherbergt Langstreckenbomber und Jagdflugzeuge.